# Железный крест 2
«Штайнер — Железный крест 2» или «Сержант Штайнер» или «Прорыв» (нем. Steiner – Das Eiserne Kreuz 2) — художественный фильм, военная драма.

## Сюжет
1944 год. Фельдфебель Рольф Штайнер выжил во время отступления на Восточном фронте и возненавидел войну. Был переброшен на Западный фронт, где снова вынужден служить под началом капитана Странски, которого в последующем произвели в майоры. Идет активная подготовка крупномасштабных боевых действий Америки в Нормандии. Американская танковая дивизия готова выдвигаться, на пути у неё небольшой французский город, лежащий в руинах, в котором все ещё находятся гражданские лица, а также солдаты Вермахта.
Немецкие генералы устроили мятеж, цель которого была убийство Гитлера и капитуляция немецких войск. Фельдфебелю Рольфу Штайнеру приходится невольно участвовать в мятеже. Он должен сообщить американскому командованию место встречи высших чинов обеих противодействующих сторон. Но убить Гитлера не удается, и в результате арестованы все зачинщики заговора. Штайнер узнает об этом позже, когда американские силы уже двинулись в бой. Фельдфебелю приходится действовать против своих солдат, чтобы прекратить «бессмысленную бойню».

## В ролях
- Ричард Бёртон — фельдфебель Рольф Штайнер
- Род Стайгер — генерал Вебстер
- Хельмут Грим — майор Странски
- Клаус Лёвич — капрал Крюгер
- Майкл Паркс — сержант Андерсон
- Вероника Вендел — Иветта
- Бруно Дитрих — рядовой Ниссен
- Роберт Митчем — полковник Роджерс